# Metro Thessaloniki

Karte der Metro Thessaloniki, die rote Strecke ist fertiggestellt

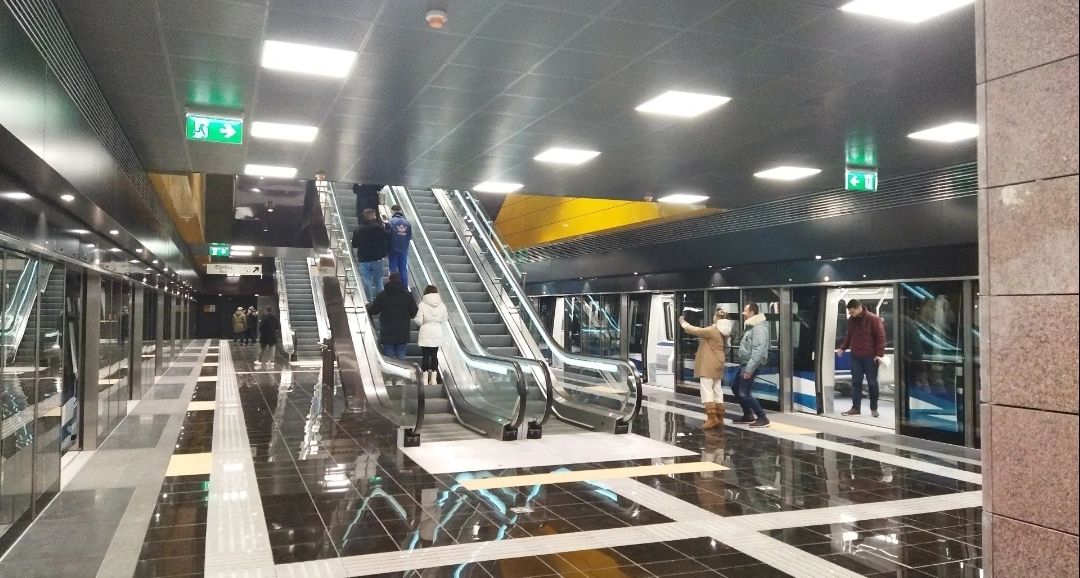
Station Agias Sofias

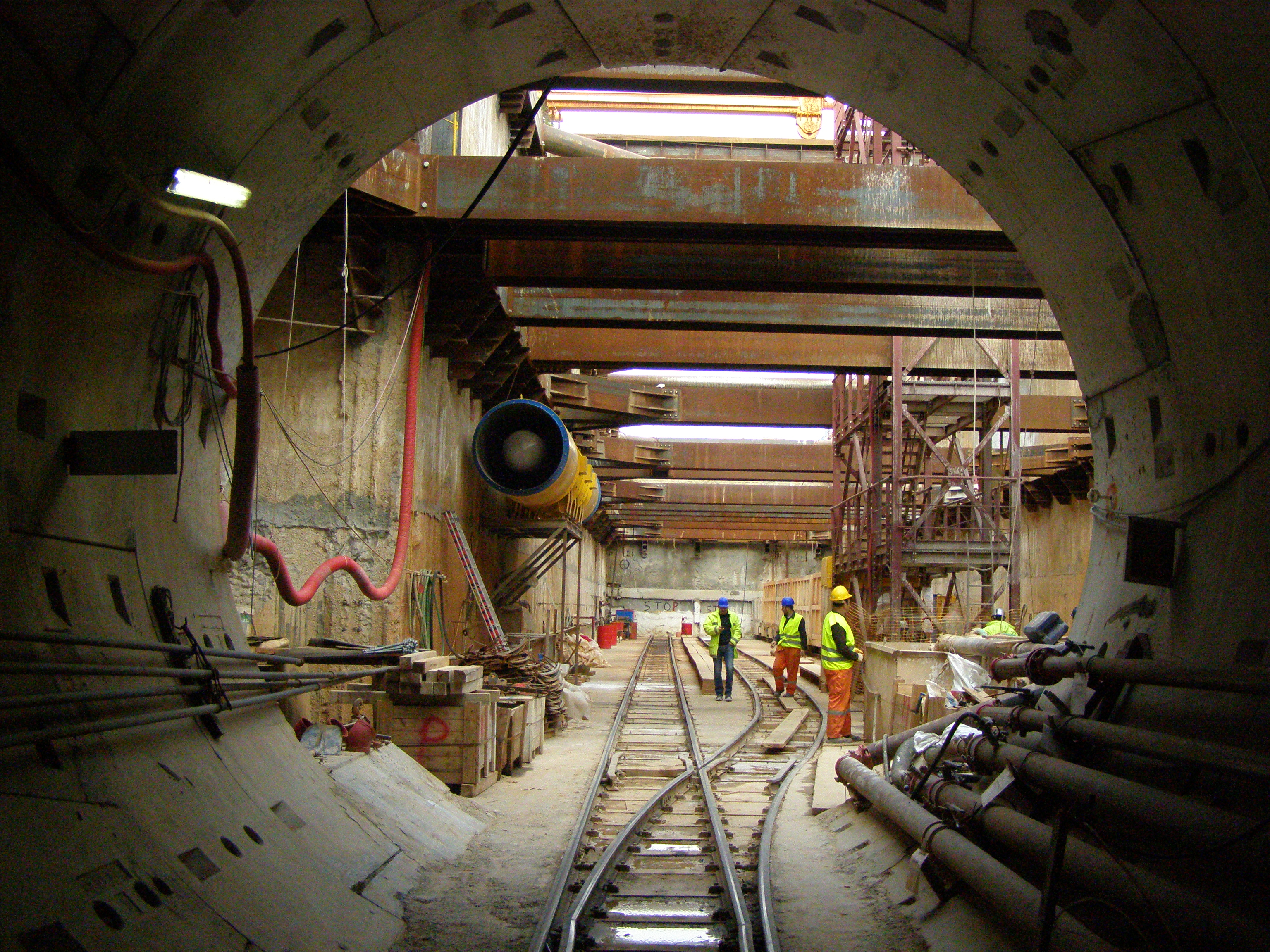
Bauzustand einer Station im März 2010

Die Metro Thessaloniki (griechisch Μετρό Θεσσαλονίκης Metró Thessaloníkis) ist die U-Bahn der nordgriechischen Großstadt Thessaloniki. Die Bauarbeiten begannen Ende 2006, die Eröffnung der ersten Linie erfolgte am 30. November 2024. Die Strecke wird fahrerlos betrieben.

## Geschichte
In den 1980er Jahren begann die Stadt in Eigeninitiative mit der Planung einer U-Bahn, 1986 begannen die Bauarbeiten, die jedoch bereits 1989 aufgrund von Finanzierungsschwierigkeiten abgebrochen wurden. 1992 begann eine Neuprojektierung durch das Bauministerium. Die bereits gesammelten Erfahrungen beim Bau der Metrolinien 2 und 3 von Athen zeigten, dass eine Fertigstellung der von der Stadt geleisteten Vorarbeiten unwirtschaftlich wäre, und man entschied sich für einen Neubau. Der alte Rohbau wird von Kritikern seitdem als Kouvelas-Loch (nach dem Namen des damaligen Bürgermeisters) verspottet. Bis heute sind Pumpen in Betrieb, die dieses unterirdische Bauwerk vor eindringendem Wasser trockenhalten, verschiedene Nutzungspläne scheiterten.
Die Vorplanung der heutigen Metro begann 2003, die Ausschreibungen erfolgten bis zum August 2005. Im April 2006 wurden die Bauaufträge vergeben und Ende 2006 begannen die Bauarbeiten. Man hat sich beim Neubau für das fahrerlose System von AnsaldoBreda entschieden, welches sich bereits im ähnlich strukturierten System der Metro Kopenhagen (eröffnet 2002) bewährt hat.
Im August 2019 wurde bekannt, dass der Hauptauftragnehmer für den Bau, Ellaktor, die vom zukünftigen Betreiber versprochene Eröffnung im Jahr 2020 für technisch nicht machbar hielt. Zudem sei es zu der Zeit nicht möglich, ein verlässliches Datum für die Fertigstellung zu nennen. Am 18. Mai 2023 fuhr die Bahn unter anderem mit Ministerpräsident Kyriakos Mitsotakis erstmals im Probebetrieb mit Passagieren; die feierliche Eröffnung fand am 30. November 2024 statt.

## Netz
Die Metro Thessaloniki besteht in der ersten Ausbaustufe aus einer 9,6 km langen Linie, welche im Wesentlichen der Längsachse der Stadt von West nach Südost im Bogen parallel zur Hauptstraße Odos Egnatia folgt – vom Bahnhof im Westen nach Pylea im Südosten. Es wurden dabei zwei unabhängige Tunnelröhren (eine für jede Fahrtrichtung) angelegt. Wegen des fahrerlosen Betriebs sind alle Stationen mit Bahnsteigtüren ausgerüstet, die sich erst beim Halt des Zuges öffnen.
Die Stationen haben je einen rund 60 Meter langen Mittelbahnsteig. Der mittlere Stationsabstand beträgt auf dem ersten Abschnitt 740 Meter.
| Linie | Strecke                                                                        | Eröffnung | Länge      | Bahnhöfe |
| ----- | ------------------------------------------------------------------------------ | --------- | ---------- | -------- |
| 1     | Bahnhof Thessaloniki (Νέος Σιδηροδρομικός Σταθμός) ↔ Nea Elvetia (Νέα Ελβετία) | 2024      | 9,6 km     | 13       |
| 2     | Bahnhof Thessaloniki (Νέος Σιδηροδρομικός Σταθμός) ↔ Mikra (Μίκρα)             | 2026      | 11,4 km    | 16       |
|       |                                                                                |           | Σ: 21,0 km |          |

Die 13 Stationen der ersten Ausbaustufe sind:
- Bahnhof Thessaloniki (Νέος σιδηροδρομικός σταθμός)
- Dimokratias (Dimokratias-Platz; Δημοκρατίας)
- Venizelou (Βενιζέλου)
- Agias Sofias (Αγίας Σοφίας)
- Sintrivani (Sintrivani-Platz; Σιντριβάνι)
- Panepistimio (Universität; Πανεπιστήμιο)
- Papafi (Παπάφη)
- Evklidi (Ευκλείδη)
- Fleming (Φλέμινγκ)
- Analipseos (Αναλήψεως)
- 25 Martiou (25ης Μαρτίου)
- Voulgari (Βούλγαρη)
- Nea Elvetia (Νέα Ελβετία)

Der Betriebshof Pylea (Αμαξοστάσιο Πυλαίας) befindet sich am östlichen Ende der Linie. Die Baukosten von etwa 1,5 Milliarden Euro wurden zum Großteil von der EU und als Kredit von der Europäischen Investitionsbank erbracht.

### Erweiterung nach Kalamaria
Der Bau des Linienastes nach Kalamaria hat im Juni 2014 begonnen. Die Länge der Strecke soll 4,8 km betragen und fünf neue Stationen mit der Station 25 Martiou als Umsteigebahnhof zur Linie 1 Bahnhof Thessaloniki – Nea Elvetia umfassen.
- Nomarchia (Νομαρχία)
- Kalamaria (Καλαμαριά)
- Aretsou (Αρετσού)
- Nea Krini (Νέα Κρήνη)
- Mikra (Μίκρα) / Endstation

### Sonstige Erweiterungen
Nach Norden hin kann eine Erweiterung in Richtung Stavroupoli vorgenommen werden. Beide Erweiterungen würden das Streckennetz der ersten Ausbaustufe um weitere 10,8 km ergänzen und weitere zehn Stationen bzw. Haltepunkte hinzufügen. Andere Erweiterungspläne zeigen eine Erweiterungsmöglichkeit nach Nordwesten bis Eleftherio-Kordelio (4 km, vier weitere Haltepunkte) und zum Flughafen Thessaloniki nach Süden mit 7 km zusätzlicher Strecke und drei weiteren Haltepunkten.

## Betrieb
Die Linie fährt vollautomatisch in Intervallen von zwei bis fünf Minuten. Die Betriebsführung liegt bei einem Konsortium von Egis Projects und der Azienda Trasporti Milanesi.

## Fahrzeuge
Die Metro wird mit 24 vierteiligen vollautomatischen Zügen von Hitachi Rail Italia betrieben. 15 weitere sind für Verlängerungen bestellbar.